# Furcifer lateralis
Espèce
Synonymes
- Chamaeleo lateralis Gray, 1831
- Chamaeleo lambertoni Angel, 1921

Statut de conservation UICN

 LC  : Préoccupation mineure
Statut CITES
Furcifer lateralis est une espèce de sauriens de la famille des Chamaeleonidae.

## Répartition
Cette espèce est endémique du centre de Madagascar.

## Taxinomie
La sous-espèce Furcifer lateralis major a été élevée au rang d'espèce par Florio, Ingram, Rakotondravony, Louis et Raxworthy en 2012.

## Publication originale
- Gray, 1831 "1830" : A synopsis of the species of Class Reptilia. The animal kingdom arranged in conformity with its organisation by the Baron Cuvier with additional descriptions of all the species hither named, and of many before noticed, V Whittaker, Treacher and Co., London, vol. 9, Supplement, p. 1-110 (texte intégral).